# 圣旺拉泰讷
圣旺拉泰讷（法語：Saint-Ouen-la-Thène，法語發音：[sɛ̃.t‿wɛ̃ la tɛn]）是法国滨海夏朗德省的一个市镇，位于该省东部，属于圣让当热利区。

## 地理
圣旺拉泰讷（45°52'17"N, 0°9'46"W）面积7.01 平方千米，位于法国新阿基坦大区滨海夏朗德省，该省份为法国西部滨海省份，北起旺代省，西临大西洋，南至吉倫特省，东南接多爾多涅省，东北接德塞夫勒省接壤，东临夏朗德省。
与圣旺拉泰讷接壤的市镇（或旧市镇、城区）包括：博韦叙马塔、布雷东、谢克。

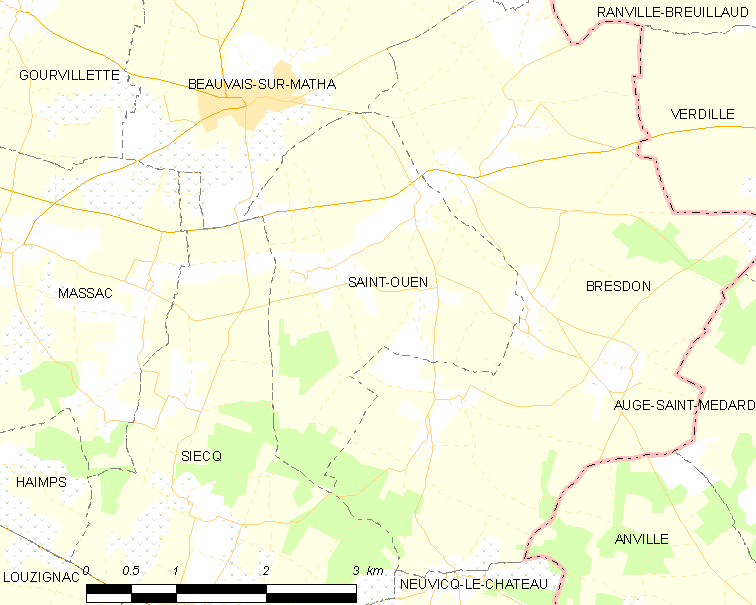
圣旺拉泰讷的OSM定位图

圣旺拉泰讷的时区为UTC+01:00、UTC+02:00（夏令时）。

## 行政
圣旺拉泰讷的邮政编码为17490，INSEE市镇编码为17377。

## 政治
圣旺拉泰讷所属的省级选区为马塔县。

## 人口

1962-2008年间圣旺拉泰讷人口变化图示

圣旺拉泰讷于2022年1月1日时的人口数量为137人。